# 긴타우타스 우마라스
긴타우타스 우마라스(리투아니아어: Gintautas Umaras, 러시아어: Ги́нтаутас Ио́нович Ума́рас 긴타우타스 이오노비치 우마라스[*], 1963년 5월 20일 ~ )는 소련과 리투아니아의 사이클 선수로 1988년 서울 하계 올림픽에서 소련을 대표했다. 그는 1988년 서울 올림픽 개인 추발과 단체 추발에서 금메달을 땄다. 소련 시대에 그는 클라이페다의 디나모 스포츠 클럽에서 훈련을 받았다.
그는 선수 경력의 대부분을 아마추어 선수로 활약했다. 우마라스는 몇가지 세계 기록을 세웠다. 그는 1984년에 남자 5km 개인 추발에서 기록을 깼다.
우마라스는 리투아니아가 소련으로부터 독립을 선포했을 때 리투아니아 올림픽 위원회 구성을 도운 사람이었다. 그는 부회장으로 임명되었다.